# Czesław Nowicki (prezenter)

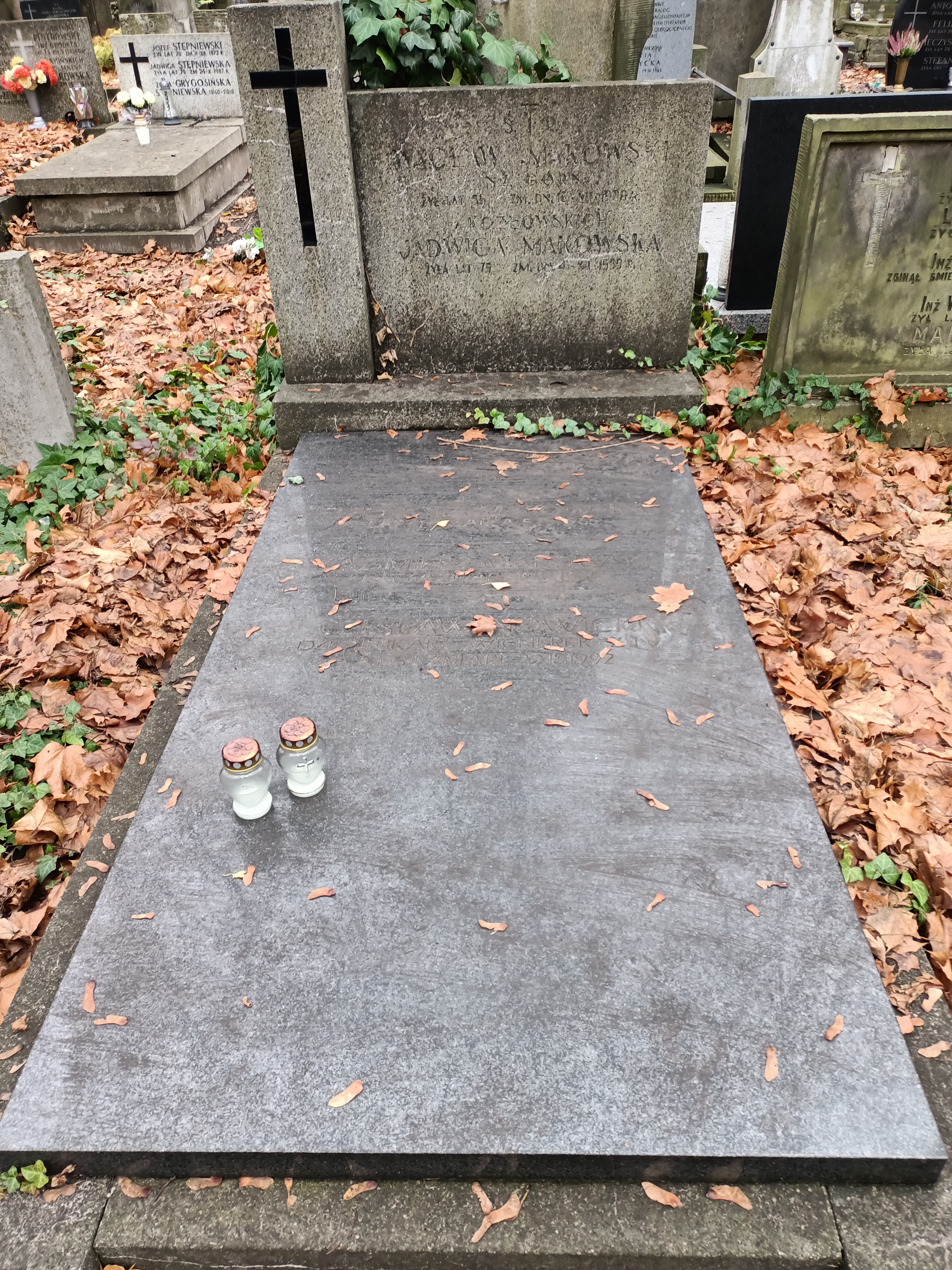
Grób Czesława Nowickiego na cmentarzu Powązkowskim w Warszawie

Czesław Nowicki, pseudonim „Wicherek” (ur. 24 marca 1928 w Wilnie, zm. 29 lutego 1992 w Warszawie) – polski prezenter i dziennikarz, wieloletni prezenter prognozy pogody w Programie I Telewizji Polskiej.

## Życiorys
Absolwent I Liceum Ogólnokształcącego im. J.I. Kraszewskiego w Białej Podlaskiej. Absolwent Wydziału Prawa Uniwersytetu we Wrocławiu. W 1949 rozpoczął pracę we wrocławskim dzienniku „Słowo Polskie”, następnie był dziennikarzem w „Życiu Warszawy”, na którego łamach publikował artykuły o pogodzie w ramach rubryki „Pan Wicherek ma głos”.
We wrześniu 1957 rozpoczął pracę w Telewizji Polskiej, dla której od 2 stycznia 1958 prezentował prognozę pogody w ramach Dziennika Telewizyjnego. Prognozę prezentował w niekonwencjonalny sposób, tworząc w ten sposób swego rodzaju show. Od 1963 prezentował pogodę w duecie z Elżbietą Sommer. Ponadto w cyklicznym programie Kącik osobliwości pokazywał telewidzom przyrodnicze ciekawostki, takie jak m.in. przerośnięte grzyby, wielokilogramowe ryby czy warzywa o oryginalnych kształtach. Kwartet Warszawski śpiewał piosenkę „Kochajmy Wicherka”, w której podkreślał popularność i oryginalność prezentera. W 1972 został zwolniony z TVP w atmosferze skandalu – wykazał się niestarannością dziennikarską podczas przygotowywania reportażu o wojskowych lotnikach dla Panoramy.
Po odejściu z TVP pracował w „Trybunie Ludu” i „Zielonym Sztandarze”, a także był rzecznikiem prasowym Instytutu Kształtowania Środowiska. Oprócz tego koncertował po Polsce z autorskim programem kabaretowym „Spotkania z Wicherkiem”, a następnie jako aktor własnego Kabaretu „Barometr”. Od lat 80. do 1992 publikował prognozy pogody w „Gazecie Wyborczej”, w tym czasie wrócił też do TVP, w którym prowadził prognozy pogody w „Wiadomościach”.
Zagrał siebie samego w serialach: Wojna domowa (1966) i Dom (1982) oraz filmach: Wielka, większa i największa (1962), Kłopotliwy gość (1971) i Nie lubię poniedziałku (1971).
Pochowany na cmentarzu Powązkowskim w Warszawie (kwatera 225-4-9).

## Życie prywatne
Był żonaty z Ewą Kossakowską-Nowicką, telewizyjną graficzką.